# Lardy
Lardy – miejscowość i gmina we Francji, w regionie Île-de-France, w departamencie Essonne.
Według danych na rok 1990 gminę zamieszkiwało 3658 osób, a gęstość zaludnienia wynosiła 479 osób/km² (wśród 1287 gmin regionu Île-de-France Lardy plasuje się na 379. miejscu pod względem liczby ludności, natomiast pod względem powierzchni na miejscu 510.).